# Колібрі еквадорський
Колі́брі еквадорський (Thaumasius baeri) — вид серпокрильцеподібних птахів родини колібрієвих (Trochilidae). Мешкає в Еквадорі і Перу.

## Опис
Довжина птаха становить 8-11 см, вага 4,5 г. Верхня частина тіла тьмяно-золотисто-зелена, верхня частина голови більш коричнювата, за очима білі плямки. Нижня частина тіла блідо-охриста або блідо-сірувата. Хвіст тьмяно-бронзово-зелений з широкою темно-сірою смугою на кінці, стернові пера у самців мають білуваті кінчики, у самиць сіруваті. Дзьоб прямий, чорний, довжиною 20 мм.

## Поширення і екологія
Еквадорські колібрі мешкають в провінціях Ель-Оро і Лоха на південному заході Еквадору та на північному заході Перу, на південь до Ламбаєке. Вони живуть в сухих чагарникових заростях та на узліссях сухих тропічних лісів. Зустрічаються на висоті до 1000 м над рівнем моря в Еквадорі і на висоті до 1275 м над рівнем моря в Перу. Живляться нектаром квітів, зокрема еритрін і омели, а також комахами.